# 豊栄郡

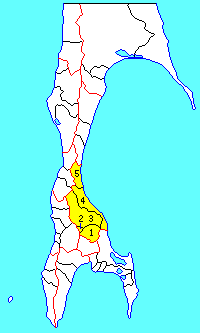
樺太・豊栄郡の位置（1.豊北村 2.川上村 3.落合町 4.栄浜村 5.白縫村）

豊栄郡（とよさかえぐん）は、日本の領有下において樺太に存在した郡。
昭和17年 （1942年）11月 に 豊原郡の2村（豊北村・川上村）と栄浜郡の1町2村（落合町・栄浜村・白縫村）が統合され、豊栄郡が設置された。
以下の1町4村を含んだ。
- 豊北村
- 川上村
- 落合町
- 栄浜村
- 白縫村

当該地域の領有権に関しては樺太の項目を参照。

## 歴史
- 1942年（昭和17年）11月 - 豊原郡・栄浜郡の区域をもって発足[要出典]。豊原支庁が管轄。（1町4村）
- 1943年（昭和18年）
  - 4月1日 - 「樺太ニ施行スル法律ノ特例ニ関スル件」（大正9年勅令第124号）が廃止され、内地編入。
  - 6月1日 - 樺太町村制が廃止され、樺太で町村制が施行される。二級町村は指定町村となる。
- 1945年（昭和20年）8月22日 - 日ソ中立条約を破棄したソ連軍の樺太侵攻後、ソビエト連邦により占拠される。
- 1949年（昭和24年）6月1日 - 国家行政組織法の施行のため法的に樺太庁が廃止。同日豊栄郡消滅。